# طوابي الإسكندرية
طوابي الإسكندرية كانت عدة طوابي ضمن مجموعة واسعة من الطوابي التي شيد أغلبها المهندس الفرنسي جاليس بك بأمر من محمد علي باشا والي مصر. وذلك لحماية منطقة الثغور شمال مصر في الإسكندرية والبحيرة ودمياط. أولى خلفاء محمد علي، خاصةً إسماعيل باشا، اهتمامهم بتحصين وتسليح هذه الطوابي. إلا أنها عانت من الإهمال في عهد الخديوي توفيق وتعرضت لدمار كبير وتهدم أغلبها بفعل القصف البريطاني للإسكندرية في 1882 ولم يبق منها إلا بقايا وأطلال 12 طابية حالياً.

## قائمة طوابي الإسكندرية
- طابية السلسلة
- الطابية الحمراء[3]
- طابية قبور اليهود (النحاسين)[4]
- طابية كوم الدكة (كوم الدماس)
- طابية الناضورة (طابية كافاريللي)[5]
- طابية الأطة (القطا)[6]
- طابية رأس التين
- طابية فنار رأس التين
- طابية صالح أغا (الصالح)[7]
- طابية أم قبيبة (الورديان)[8]
- طابية القمرية
- طابية الملاحة القديمة
- طابية الملاحة الجديدة
- طابية الدخيلة[9]
- طابية العجمي البحرية (طابية جزيرة العجمي)
- طابية العجمي القبلية (الطابية العيانة)
- طابية دائرة السور
- طابية كوسا باشا (طابية السبع أو كوم الشوشة)[10]
- طابية السد نمرة 1 (برج 1)
- طابية السد نمرة 2 (برج 2)
- طابية السد نمرة 3 (برج 3)
- طابية السد نمرة 4 (برج 4)
- طابية كوم العجوز (طابية الرمل)[11]
- قلعة أبي قير القديمة
- الطابية المصمتة أو طابية باب رشيد (عُرفت أيضاً باسم طابية باب شرق أو طابية محمد علي)[1]
- طابية اليسري (الأسرى أو أم قبيبة الكبرى)[12]
- طابية المكس (الطابية التحتانية أو خندق باب العرب)[13]
- طابية قايتباي (حصن فاروس)

## معرض صور

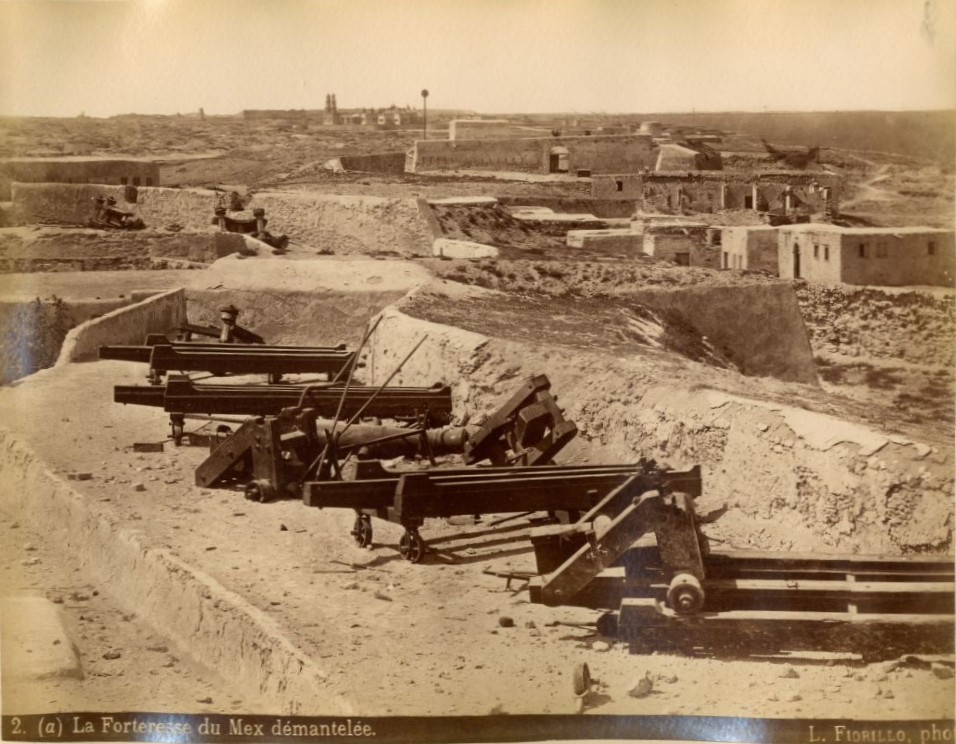
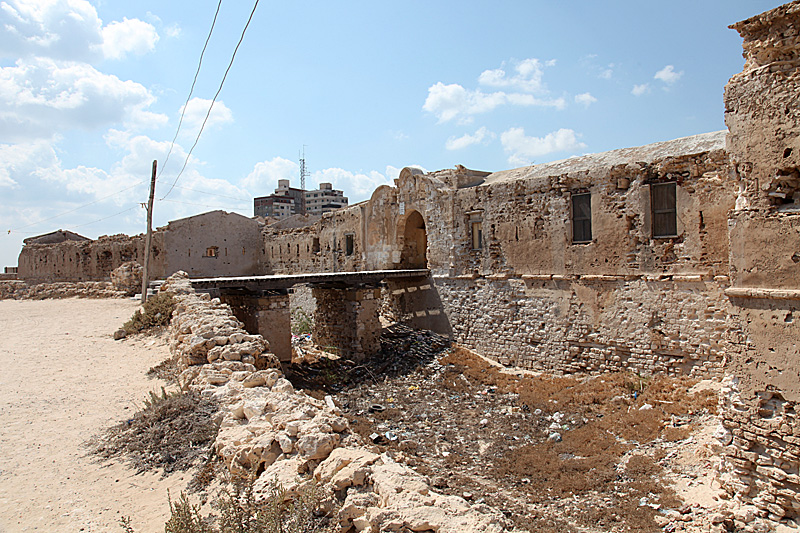
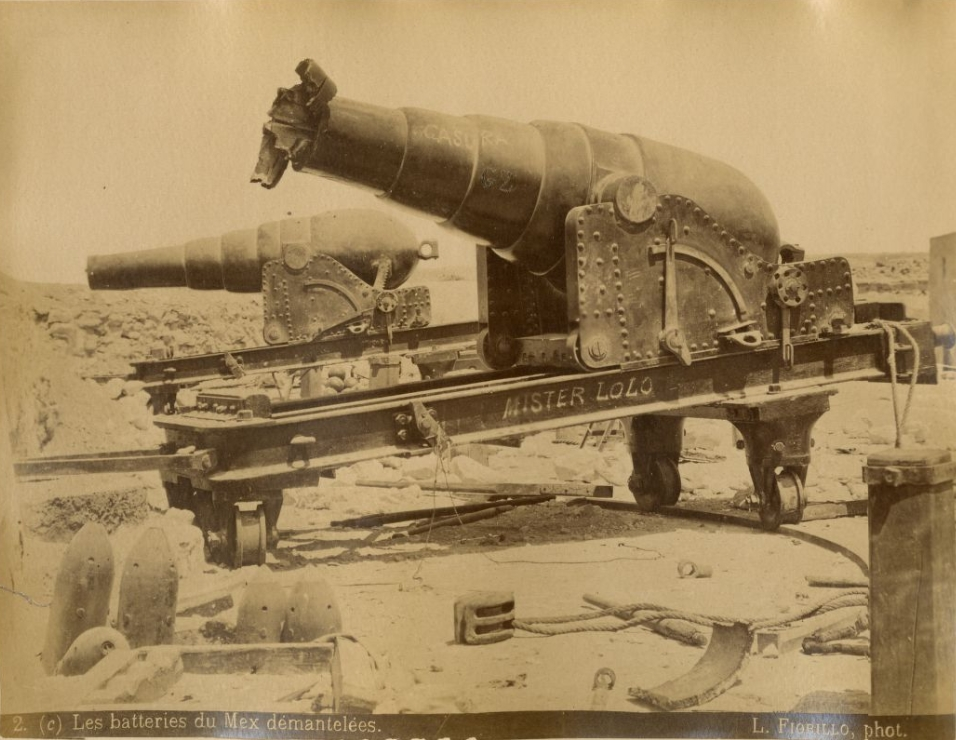
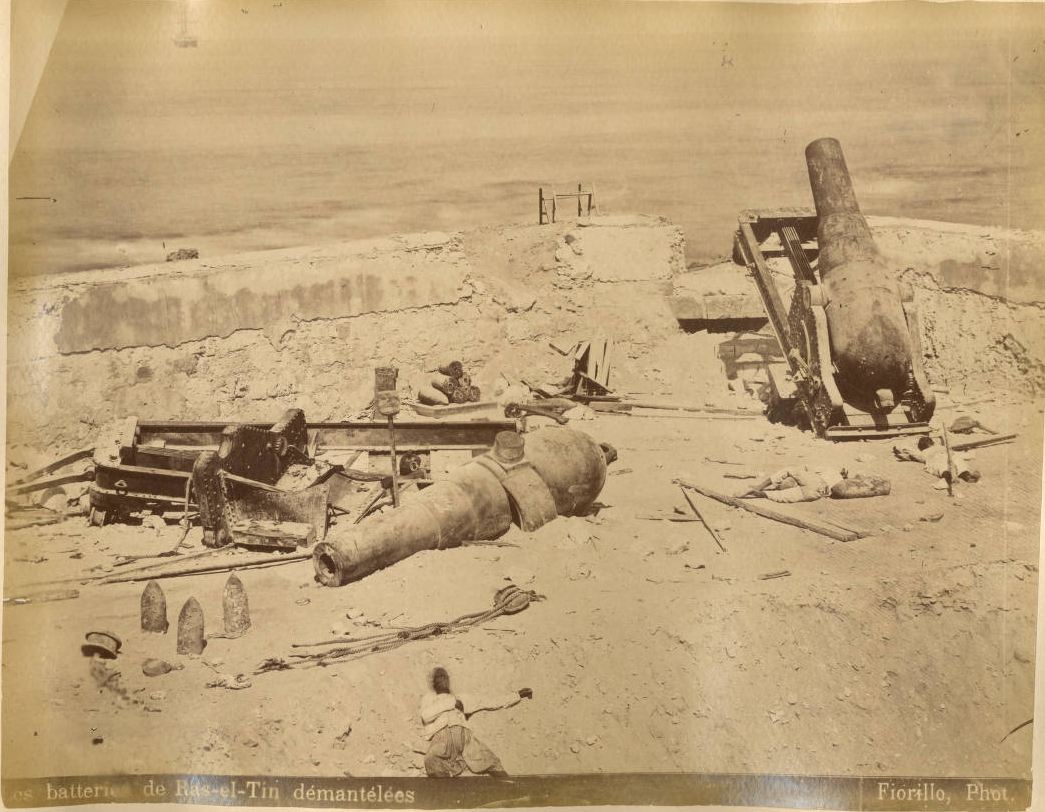
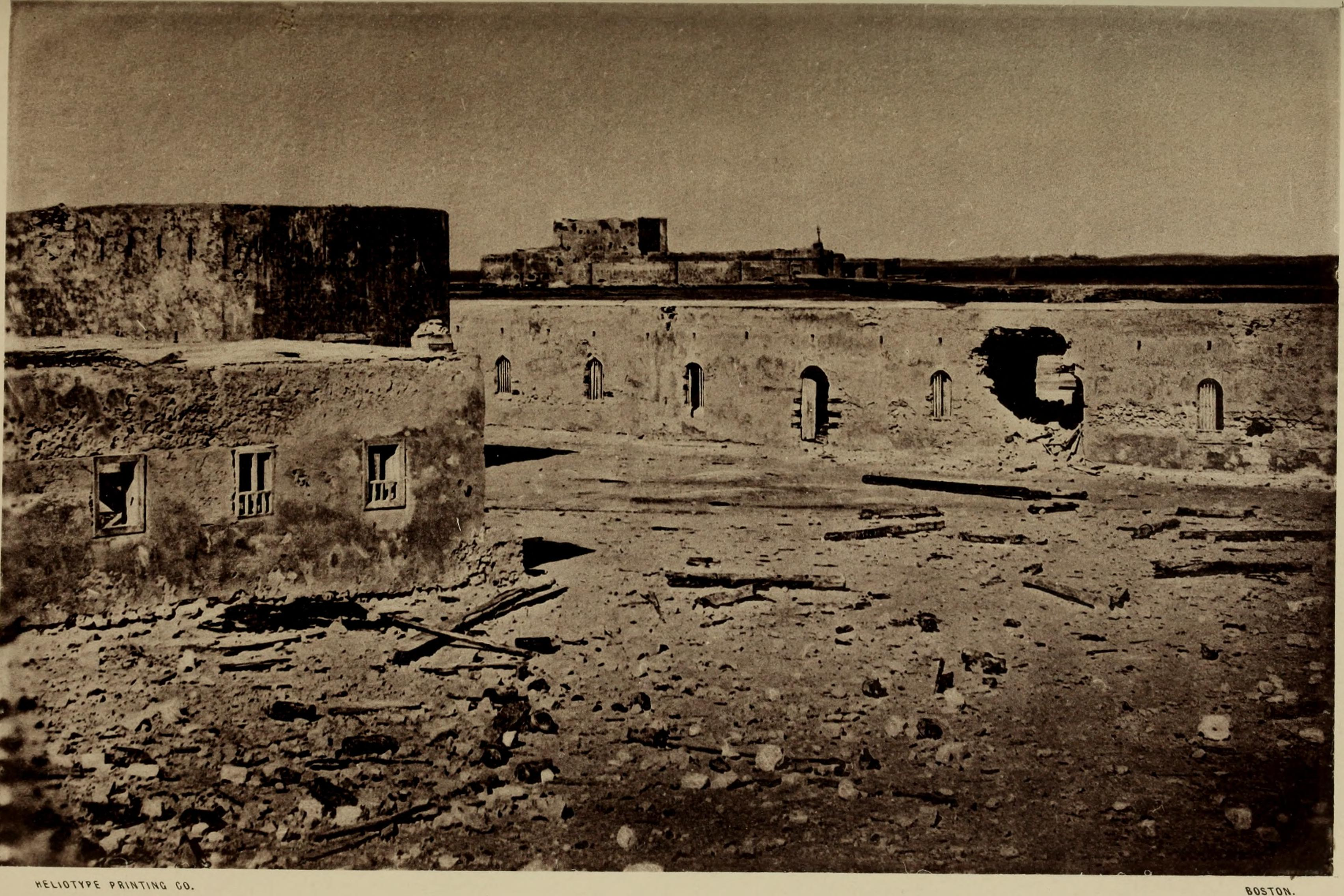
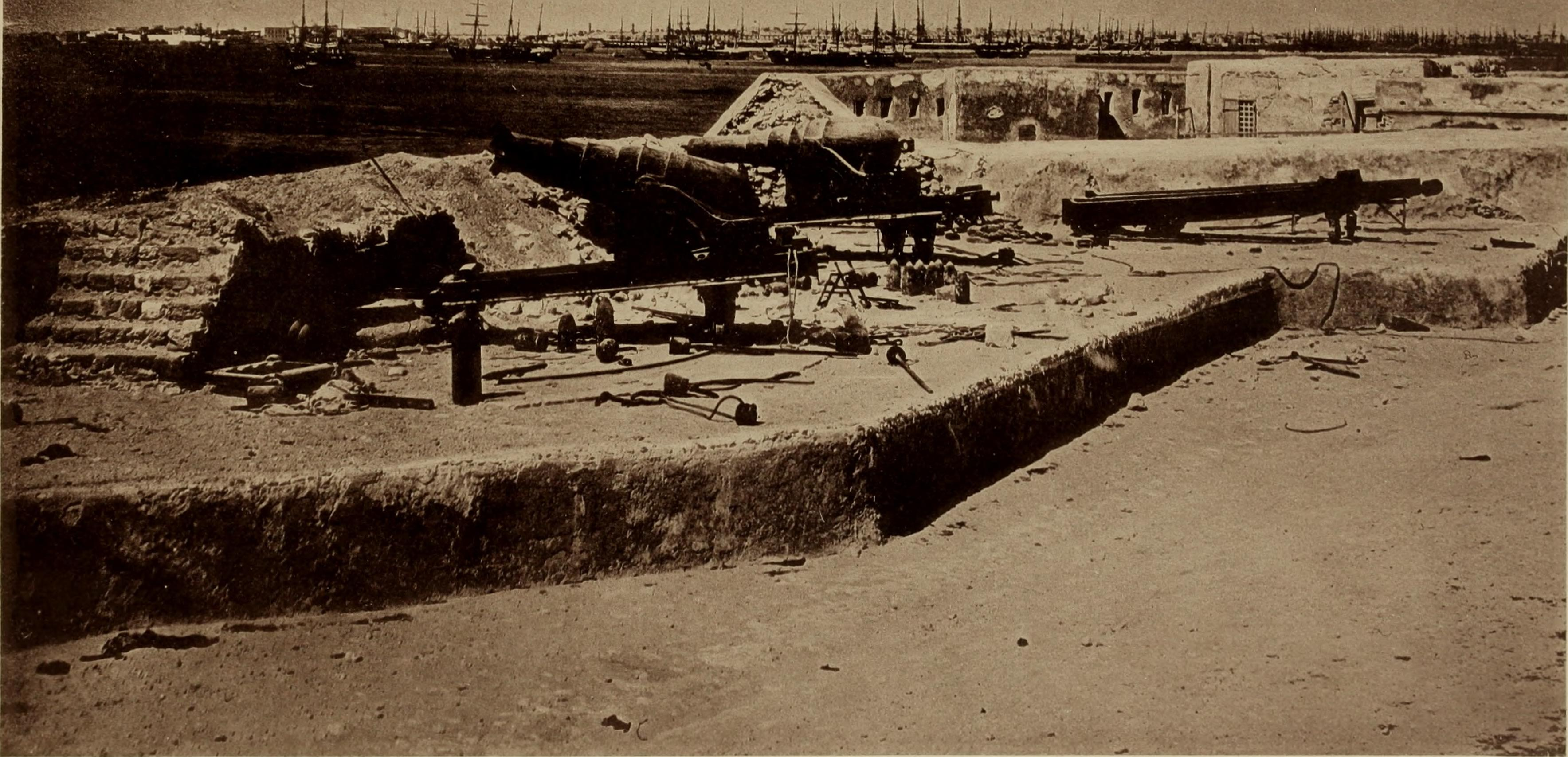
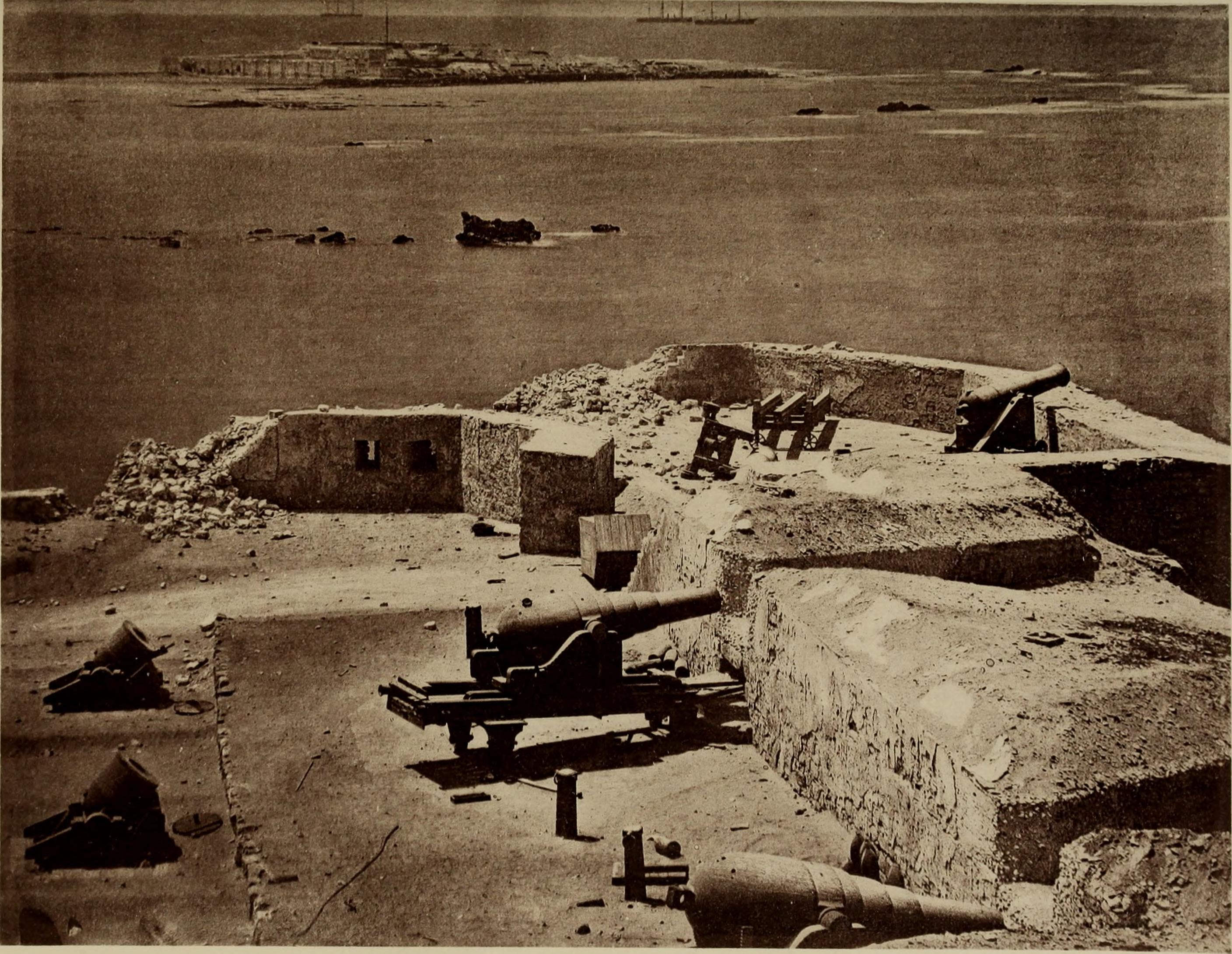
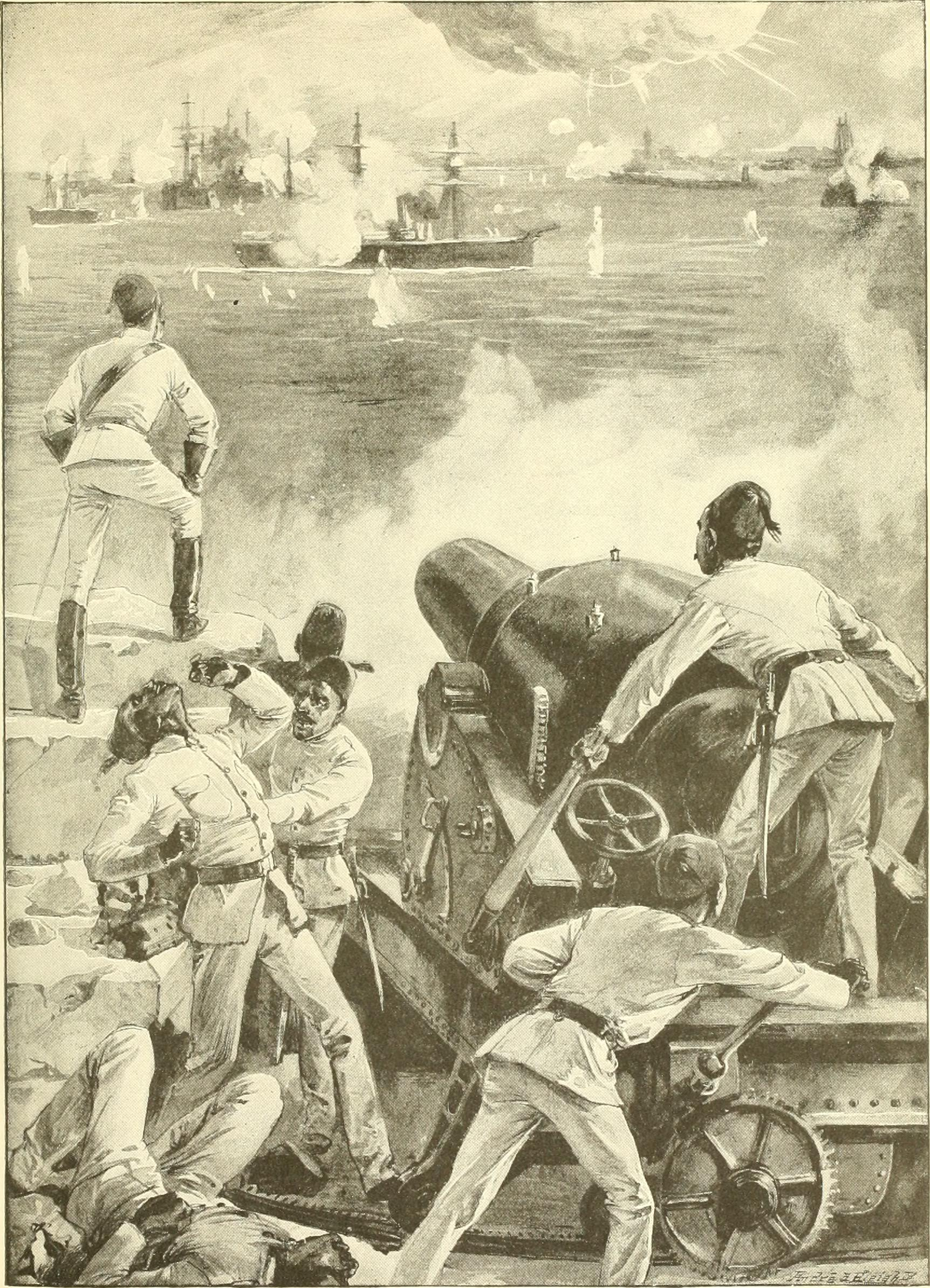